# Uz (Bibbia)

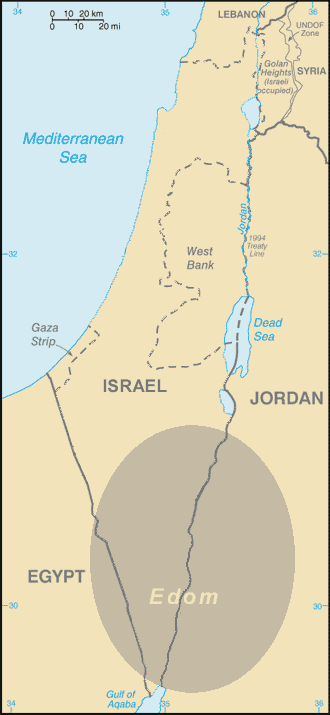
Il Regno di Edom, possibile localizzazione del paese di Uz

Uz (in ebraico עוּץ‎?) è un territorio menzionato nella Bibbia, esclusivamente nell'Antico Testamento.
Il toponimo è citato nella Bibbia tre volte: nel Libro di Giobbe, in Geremia, e nelle Lamentazioni.

## Localizzazione
Non se ne conosce la sua ubicazione certa. Secondo i testi biblici, ed in particolare il racconto di Giobbe, personaggio nativo di Uz, si presume che il paese avesse una città fortificata con porte d'ingresso; in Lamentazioni l'autore fa coincidere Uz con Edom, antico regno situato a sud di Israele e dell'attuale Giordania.
Che Uz coincidesse con il Regno di Edom è una tesi avvalorata anche dal fatto che secondo una tradizione talmudica il Libro di Giobbe potrebbe essere stato scritto da Mosè dal momento che sia il paese di Uz che quello di Edom erano confinanti con Madian, dove Mosè visse per 40 anni e dove avrebbe potuto apprendere il resoconto della storia di Giobbe, personaggio vissuto probabilmente all'epoca del patriarca Abraamo, se non prima.
Se davvero il territorio di Uz ed Edom hanno avuto la stessa localizzazione va ipotizzata, solo su basi bibliche, anche la possibile successione temporale dei due toponimi in quanto il termine Uz, collegandolo al racconto di Giobbe, sarebbe riconducibile ad un periodo storico in cui i Caldei erano ancora nomadi e non avevano creato insediamenti urbani; il termine Edom è riferito ai discendenti di Esaù, figlio di Isacco sarebbe pertanto temporalmente successivo.
Altre ipotesi sulla sua localizzazione collocano Uz nel sud della Penisola arabica; ad est di Petra, in Giordania; o nel sud est dell'Uzbekistan.